# Flying Childers

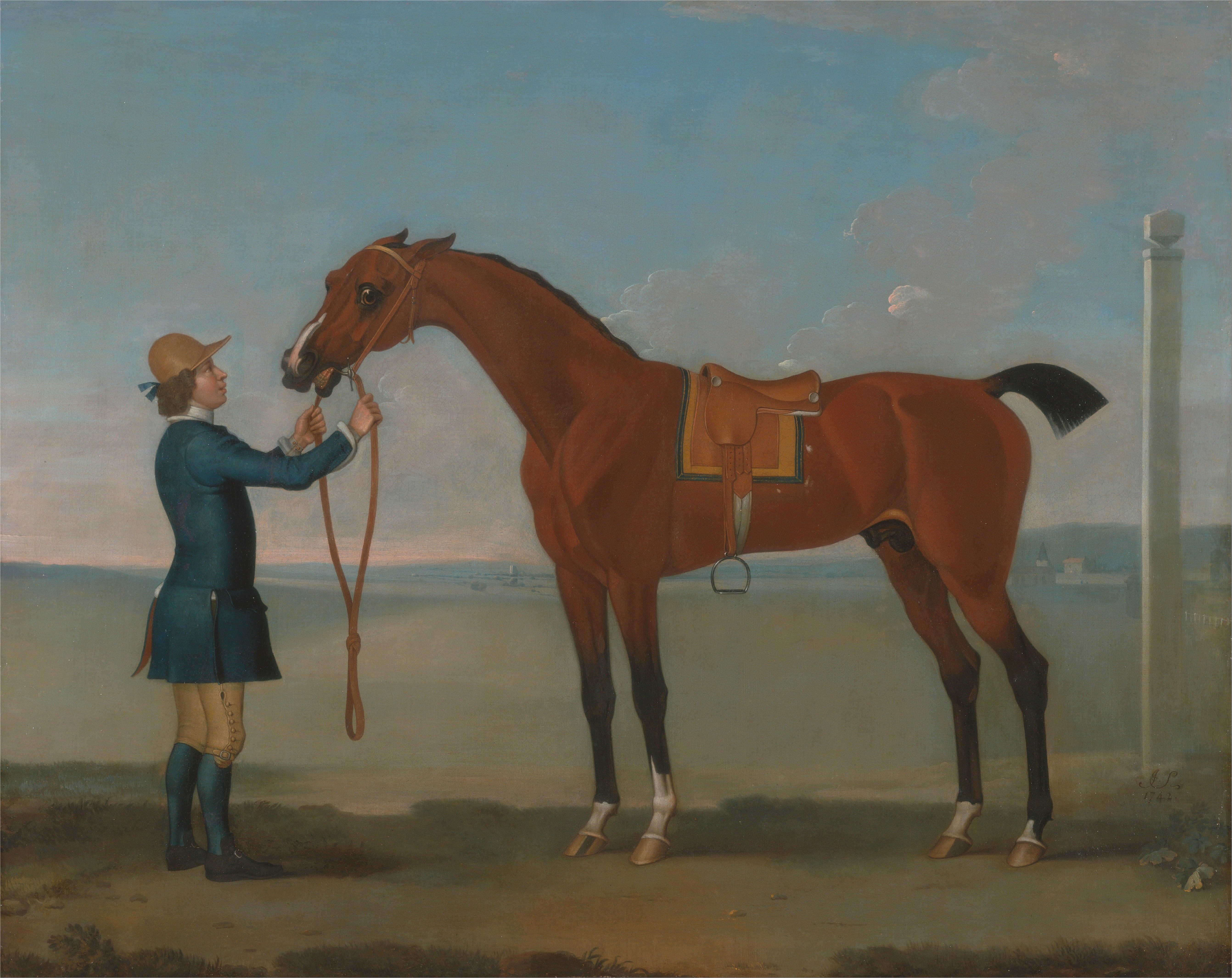
Flying Childers, Darstellung von James Seymour

Flying Childers ist ein berühmtes Rennpferd aus dem Beginn des 18. Jahrhunderts. Er ist ein Sohn des durch Thomas Darley nach Aldby Park, Buttercrambe 1704 aus Syrien importierten Araberhengst Darley Arabian, der neben Byerley Turk und Godolphin Barb einer der drei Gründerväter des Englischen Vollbluts ist.

## Abstammung
Darley Arabian, der Vater des Hengstes, kam wie rund 200 weitere Hengste orientalischer Pferderassen aus Nordafrika, der Levante oder der Türkei nach dem Jahre 1649 nach England. Die meisten der importierten Hengste standen wie Darley Arabian auf Landsitzen und Gestüten in dem für seine Pferdezucht bekannten North Yorkshire. Darley Arabian deckte auf Aldby Park vor allem Zuchtstuten, die im Besitz der Familie Darley waren, wobei nur etwa 20 der Fohlen in das 1791 begründete General Stud Book aufgenommen wurden. Zu den sehr früh bei Pferderennen auffallenden Nachkommen dieses Hengstes zählten Aleppo und Almanzor, die beide bei Rennen gut abschnitten und später erfolgreich in der Zucht eingesetzt wurden. Noch erfolgreicher war Whistlejacket, der 1712 überlegen ein Pferderennen in York gewann und anschließend von der Familie Darley an den Züchter Leonard Childers verkauft wurde. Childers war von Whistlejacket so beeindruckt, dass er seine Stute Betty Leeds auf dem Gestüt der Familie Darley zweimal von Darley Arabian decken ließ. Flying Childers, der 1714 geborene Hengst aus dieser Anpaarung, gilt als eines der ersten wahren Rennpferde.

## Rennen
Wie um eine Reihe anderer berühmter Rennpferde ranken sich auch um Flying Childers eine Reihe von Legenden: So soll er vor seiner Rennkarriere unter anderem als Postpferd eingesetzt worden sein beziehungsweise zunächst nur in Fuchsjagden geritten worden sein, bevor seine Ausdauer seinen damaligen Besitzer Colonel Leonard Childers davon überzeugte, den Hengst für Pferderennen trainieren zu lassen.
Flying Childers bestritt sein erstes Rennen als Sechsjähriger. Dabei handelte es sich nicht um Rennen auf Rennbahnen im heutigen Sinne, sondern um Querfeldeinrennen, bei dem das Pferd gegen ein oder zwei andere Pferde antrat. McGrath zählt in seiner Geschichte des Pferderennens sogar nur zwei Rennen, die Flying Childers offiziell bestritt, bei den anderen Rennen handelte es sich um informelle, wenn auch spektakuläre Wettrennen. In der Regel werden sechs Rennen genannt, in denen Flying Childers ungeschlagen blieb. 
Zu den Legenden um Flying Childers gehört auch, dass er 3 und 3/4 Meilen in sechs Minuten und 40 Sekunden gelaufen wäre. Damit pries William Cavendish, 2. Duke of Devonshire den Hengst an, nachdem er ihn von seinem Züchter Colonel Leonhard Childers erworben hatte. Der Aussage wird heute wenig Bedeutung beigemessen – der Hengst hätte damit die Meile schneller gelaufen als moderne Rennpferde auf sorgfältig präparierten Rennbahnen über kürzere Distanzen.

## Nachkommen
Der Duke of Devonshire setzte den Hengst auf seinem Gestüt als Deckhengst ein. Flying Childers war auf Grund der Rennerfolge seiner Nachkommen 1730 und 1736 Champion der Vaterpferde in England und Irland. Dabei wird für jeden Deckhengst die Gewinnsumme seiner Söhne und Töchter im zurückliegenden Jahr ermittelt. Es zählen Preisgelder, welche die Söhne und Töchter in Flachrennen in England und Irland gewonnen haben. Der Hengst hat allerdings die Zucht des Englischen Vollblutpferdes nicht nachhaltig beeinflusst und gilt als einer der ersten Rennchampions, die nicht in der Lage waren, ihre Leistungsfähigkeit auf der Rennbahn auf ihre Nachkommen dauerhaft zu vererben. Der Duke of Devonshire hatte außerdem die Decksprünge ausschließlich auf seine eigenen Zuchtstuten begrenzt. Zu den erfolgreicheren Nachkommen von Flying Childers gehören aber die Hengste Snip und insbesondere Snap. Letzterer war mehrfach Champion der Vaterpferde in England und Irland.
Deutlich größeren Einfluss auf die Zucht des Englischen Vollbluts hatte stattdessen Flying Childers' Vollbruder Bleeding Childers, der kein einziges offizielles Rennen lief, weil die Rennanstrengungen dazu führten, dass das Pferd aus den Nüstern blutete. Der für Rennen ungeeignete Hengst wurde von Leonard Childers an den Tuchfärber John Bartlett aus Richmond verkauft. Dieser setzte das Pferd mit der illustren Abstammung und Verwandtschaft als Deckhengst ein. Bleeding Childers ist unter anderem Vorfahr von Eclipse, dem bedeutendsten Rennpferd in der zweiten Hälfte des 18. Jahrhunderts.

## Pedigree
| Vater Darley Arabian 1700 | (unbekannt)  | (unbekannt)             | (unbekannt)                |
| Vater Darley Arabian 1700 | (unbekannt)  | (unbekannt)             | (unbekannt)                |
| Vater Darley Arabian 1700 | (unbekannt)  | (unbekannt)             | (unbekannt)                |
| Vater Darley Arabian 1700 | (unbekannt)  | (unbekannt)             | (unbekannt)                |
| Vater Darley Arabian 1700 | (unbekannt)  | (unbekannt)             | (unbekannt)                |
| Vater Darley Arabian 1700 | (unbekannt)  | (unbekannt)             | (unbekannt)                |
| Vater Darley Arabian 1700 | (unbekannt)  | (unbekannt)             | (unbekannt)                |
| Vater Darley Arabian 1700 | (unbekannt)  | (unbekannt)             | (unbekannt)                |
| Mutter Betty Leedes       | Old Careless | Spanker ca. 1678        | Darcy’s Yellow Turk        |
| Mutter Betty Leedes       | Old Careless | Spanker ca. 1678        | Old Morocco Mare           |
| Mutter Betty Leedes       | Old Careless | Barb mare               | (unbekannt)                |
| Mutter Betty Leedes       | Old Careless | Barb mare               | (unbekannt)                |
| Mutter Betty Leedes       | Cream Cheeks | Leedes Arabian ca. 1685 | (unbekannt)                |
| Mutter Betty Leedes       | Cream Cheeks | Leedes Arabian ca. 1685 | (unbekannt)                |
| Mutter Betty Leedes       | Cream Cheeks | [Young] Spanker Mare    | Spanker oder Young Spanker |
| Mutter Betty Leedes       | Cream Cheeks | [Young] Spanker Mare    | Old Morocco Mare           |

In der mütterlichen Linie von Flying Childers finden sich ausschließlich Pferde, die entweder wie D'Arcy's Yellow Turk aus dem südlichen oder südöstlichen Mittelmeerraum nach England importiert wurden oder – wie Old Morocco Mare – in Großbritannien mit solchen importierten Pferden gezüchtet worden sind. Old Morocco Mare stammt von einem Araber und einer Berberstute ab.
Betty Leeds stammt sowohl auf mütterlicher wie väterlicher Seite von Old Morocco Mare ab. [Young] Spanker Mare stammt aus einer Anpaarung von Old Morocco Mare entweder mit ihrem Sohn Spanker oder ihrem Enkel Young Spanier.

## Einzelbelege
1. ↑   McGrath: Mr. Darley's Arabian. Kapitel The cross strains now in being are without end, E-Book Position 583.
2. ↑   McGrath: Mr. Darley's Arabian. Kapitel The cross strains now in being are without end, E-Book Position 688.
3. ↑   McGrath: Mr. Darley's Arabian. Kapitel The cross strains now in being are without end, E-Book Position 693.
4. ↑   McGrath: Mr. Darley's Arabian. Kapitel The cross strains now in being are without end, E-Book Position 699.
5. ↑   McGrath: Mr. Darley's Arabian. Kapitel The cross strains now in being are without end, E-Book Position 700.
6. 1 2 3 4   Geschichte des Englischen Vollbluts, hier zur Stute Old Morocco Mare, aufgerufen am 21. September 2017
7. ↑   Geschichte des Englischen Vollbluts, hier zur Stute Old Morocco Mare, aufgerufen am 21. September 2017